# Jules Bonnot
Jules Bonnot (Pont-de-Roide, 14 de Outubro de 1876 – Paris, 28 de Abril de 1912) foi  ex-militar soldado de primeira classe, exímio atirador, que ficou conhecido após se identificar com as ideologias anarquistas ilegalistas na França.  Tornou-se especialmente notório por seu papel na organização anarquista criminosa apelidada de Bando Bonnot pela imprensa francesa. Visto por ele próprio como um profissional do crime avesso a carnificinas, tinha como método enganar e iludir seus alvos. Quase sempre se passando por empresário, seu gosto por roupas caras lhe valeu o pseudônimo pejorativo Le Bourgeois (o burguês) entre seus companheiros.

## Biografia

### Infância
Bonnot nasceu em 14 de Outubro de 1876 em uma família de operários em Pont-de-Roide, cidade no departamento francês de Doubs (o mesmo departamento natal do anarquista Pierre-Joseph Proudhon). De constituição frágil, sua mãe viria falecer em 23 de Janeiro de 1887 quando à época a família de Jules vivia em Besançon. O pequeno Jules então com dez anos ficou aos cuidados de seu pai e sua avó paterna. Analfabeto e vivendo em uma época em que os direitos trabalhistas inexistiam, às custas de muito esforço seu pai conseguia trazer somente o necessário para a sobrevivência da família, e por vezes nem mesmo isso.
Vivendo uma infância em clima de insegurança e necessidades constantes, sem perspectivas de futuro, o jovem Jules foi mandado para escola por sua família, mas não tendo um bom desempenho acabou por abandoná-la. Aos catorze anos começou a trabalhar como aprendiz em uma fábrica. Função que não o motivava por considerar um trabalho penoso,mal remunerado e de superexploração. Por fim brigou com seu patrão e foi demitido.

### Adolescência

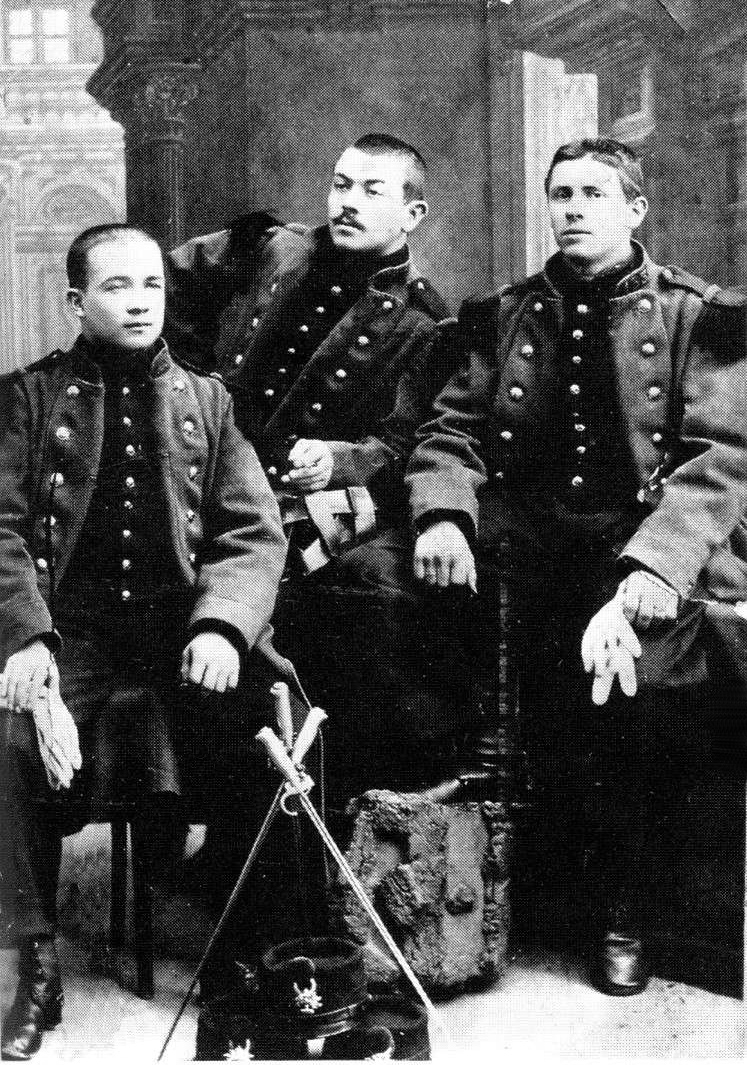
Bonnot (do meio) em uma foto junto com outros dois jovens oficiais do exército francês.

Conseguiu outros empregos que também não duraram muito tempo. Em 1891, com quinze anos, Bonnot é condenado à prisão pela primeira vez pelo roubo de algumas escovas de cobre da fábrica onde trabalhava. Mais tarde, em 1895, é encarcerado por agredir um policial em um baile. Após um desentendimento em um café, Bonnot acabaria preso novamente por três meses por obstrução da lei ao reagir à agressão de um policial com ofensas verbais e físicas. Ao ser solto, Jules Bonnot procura por seu pai que se recusa a deixá-lo entrar em sua casa fechando a porta em sua cara.[carece de fontes?]
Aos 21 anos sem lugar para ir ou emprego que o sustentasse, Bonnot foi obrigado a se alistar no serviço militar, servindo na infantaria da França durante três anos. Lá atua principalmente como mecânico de carros e caminhões, mas revela-se também um excelente atirador, de precisão impressionante no tiro com rifle. No exército também adquire noções de química e manipulação de explosivos. Deixa o exército em 1901 possuindo patentes de soldado de primeira classe.
Em Agosto desse mesmo ano conhece e se casa com Sophie-Louise Burdet. Dois anos depois, em 1903, seu irmão comete suicídio enforcando-se por conta de um desengano amoroso.

### Problemas familiares

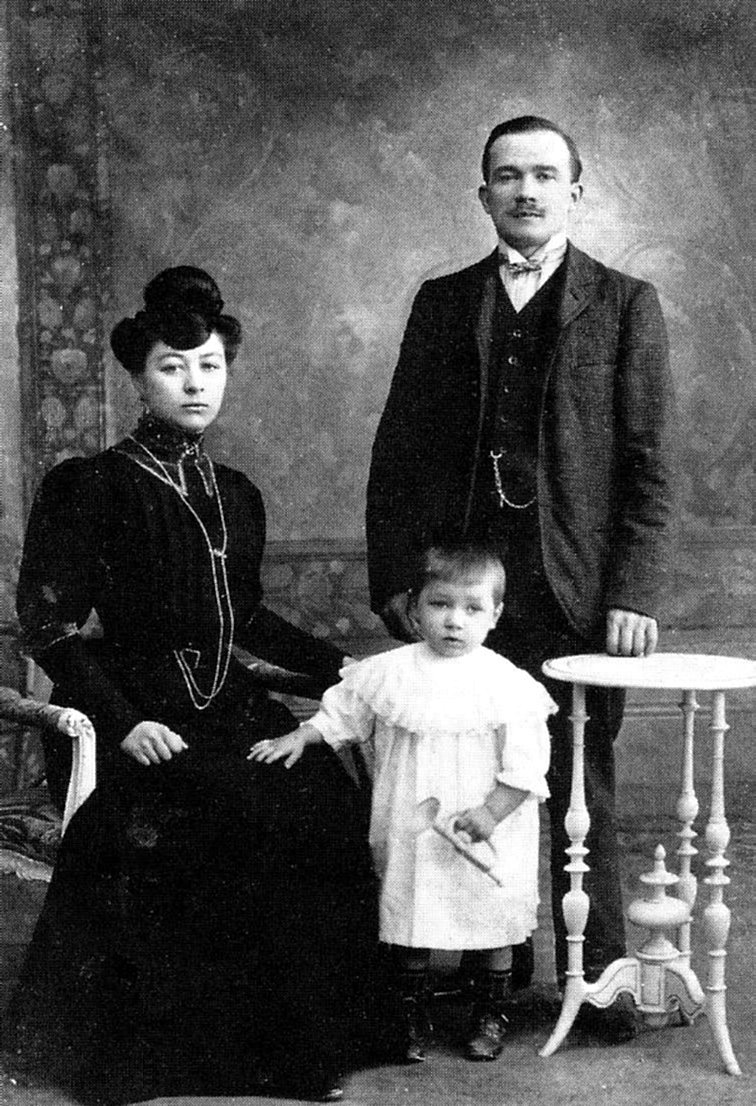
Bonnot com sua mulher Sophie-Louise e seu filho.

Naquela época Bonnot começa a militar pelo anarquismo na companhia férrea em que trabalha, sendo demitido devido sua atividade política, que fará com que nenhuma outra empresa queira contratá-lo. Muda-se com a esposa para a Suíça onde consegue um emprego de mecânico em Genebra. Sua mulher fica grávida, mas a bebê cujo nome seria Émilie morre alguns dias depois do parto.
A morte do filho abala Bonnot, que, não muito tempo depois, é demitido por seu patrão após acertá-lo com uma barra de ferro na cabeça. Desempregado passa a dedicar mais tempo à militância anarquista e adquire a reputação de agitador, motivo pelo qual é expulso da Suíça.
Sua habilidade como mecânico lhe permite encontrar rapidamente um emprego na oficina de um grande fabricante de automóveis em Lyon. Em Fevereiro de 1904 sua mulher dá à luz uma segunda criança. Malgradado em péssima situação financeira, as convicções políticas de Bonnot se mantém vivas e ele segue denunciando as injustiças sociais, participando de greves, irritando os membros da classe patronal e devido a essas ações passa a ser perseguido. Decide abandonar Lyon e ir para Saint-Étienne.
Em Saint-Étienne arranja outro emprego como mecânico em uma oficina de renome. Nesta localidade passa a viver de favor com a sua mulher e o filho, na casa do secretário de um sindicato chamado Besson. Após um curto período, Besson torna-se secretamente amante de Sophie-Louise, fato que Bonnot não demora a descobrir ficando bastante transtornado. Com a intenção de escapar da ira de Bonnot, Besson e Sophie-Louise decidem fugir para a Suíça levando a criança.

### Entrada no mundo do crime
Após a traição e o abandono da mulher, Bonnot se aproxima ainda mais dos círculos anarquistas, principalmente da vertente ilegalista. Ao mesmo tempo se afasta do sindicalismo revolucionário. Em 1906 de volta a Lyon onde faz contato com diversos grupos anarcoilegalistas da região. Entre estes se associa a um grupo de italianos especializado em falsificações. Um de seus membros, Giuseppe Platano acaba por se tornar seu principal parceiro em diversas ações.[carece de fontes?]
Com a chegada de Bonnot, além da falsificação de notas de dez francos, o grupo realiza uma série de pequenos furtos e roubos, eventualmente utilizando conhecimentos sobre automóveis - que a época ainda eram muito raros, considerados artigos de luxo, para roubá-los. Naquele mesmo ano Bonnot abre duas oficinas que utiliza como fachada para uma série de roubos que comete junto com Platano.
Vão progressivamente centrando sua atenção nas práticas de roubo de carros de luxo na França e na Suíça. Nesta época Bonnot começa a se disfarçar de homem de negócios com objetivo de visitar as casas de ricos advogados em Lyon. Através dessas visitas, ele mapeia as mansões para que depois ele e seus companheiros possam voltar e assaltá-las. Graças a essa tática ganha o apelido bourgoeis (burguês).[carece de fontes?]
Em 1910 por motivos desconhecidos, Bonnot acaba indo para Londres. Naquela cidade consegue um emprego como chofer de Sir Arthur Conan Doyle, o "pai" de Sherlock Holmes, graças a sua destreza na direção que lhe será de muito maior utilidade em sua aventura ilegalista. Seu ilustre patrão só viria descobrir que seu chofer Jules se tornara o lendário anarcoilegalista no ano de 1921.[carece de fontes?]

## Bando Bonnot

### Formação do bando
Ver artigo principal: Bando Bonnot.

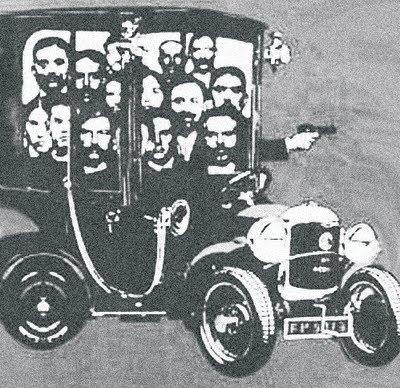
Charge da época publicada no jornal Le Figaro.

Ao fim de 1910, Bonnot retorna à Lyon e passa a ser imediatamente procurado pela polícia. Junto com Platano, deixa a cidade de Lyon em direção à Paris. No caminho, Platano é morto em circunstâncias pouco claras: segundo a versão dada a seus futuros cúmplices, Platano havia se ferido gravemente por acidente com seu revólver, e ele fora obrigado a acabar com seu terrível sofrimento. Como registra Alphonse Boudard, Bonnot não poderia dar outra versão, já que Platano era seu aval entre os anarquistas parisienses. Bonnot acaba recuperando uma grande soma de dinheiro, provavelmente desviada por Platano durante anos - a hipótese de um homicídio intencional não pode ser descartada.
Pelo final de Dezembro de 1911, Bonnot se aproxima ao coletivo do periódico l'Anarchie, do qual fazia parte Victor Serge. Muitos outros coletivos franceses participavam das reuniões do jornal, nestas reuniões Bonnot ganha notoriedade com base em seus posicionamentos, mas também por doar mensalmente quantias consideráveis de dinheiro ao jornal. Chama a atenção e ganha a simpatia de um grupo de jovens ilegalistas com cujos membros Octave Garnier, Raymond Callemin apelidado de Raymond-la-science (o Cientista), Élie Monnier cujo pseudônimo era Smientoff, Édouard Carouy e René Soudy, passaria a atuar. Adeptos da expropriação individual, todos haviam cometido furtos menores e se consideravam prontos para partir para um desafio maior a ser alcançado com a chegada de Bonnot. Ainda que a idéia de um líder de fato não seja aceita entre os anarquistas, Bonnot, por ter mais experiência no crime, bem como pela sua idade, passa virtualmente a desempenhar este papel.

### Assalto àSociété Générale

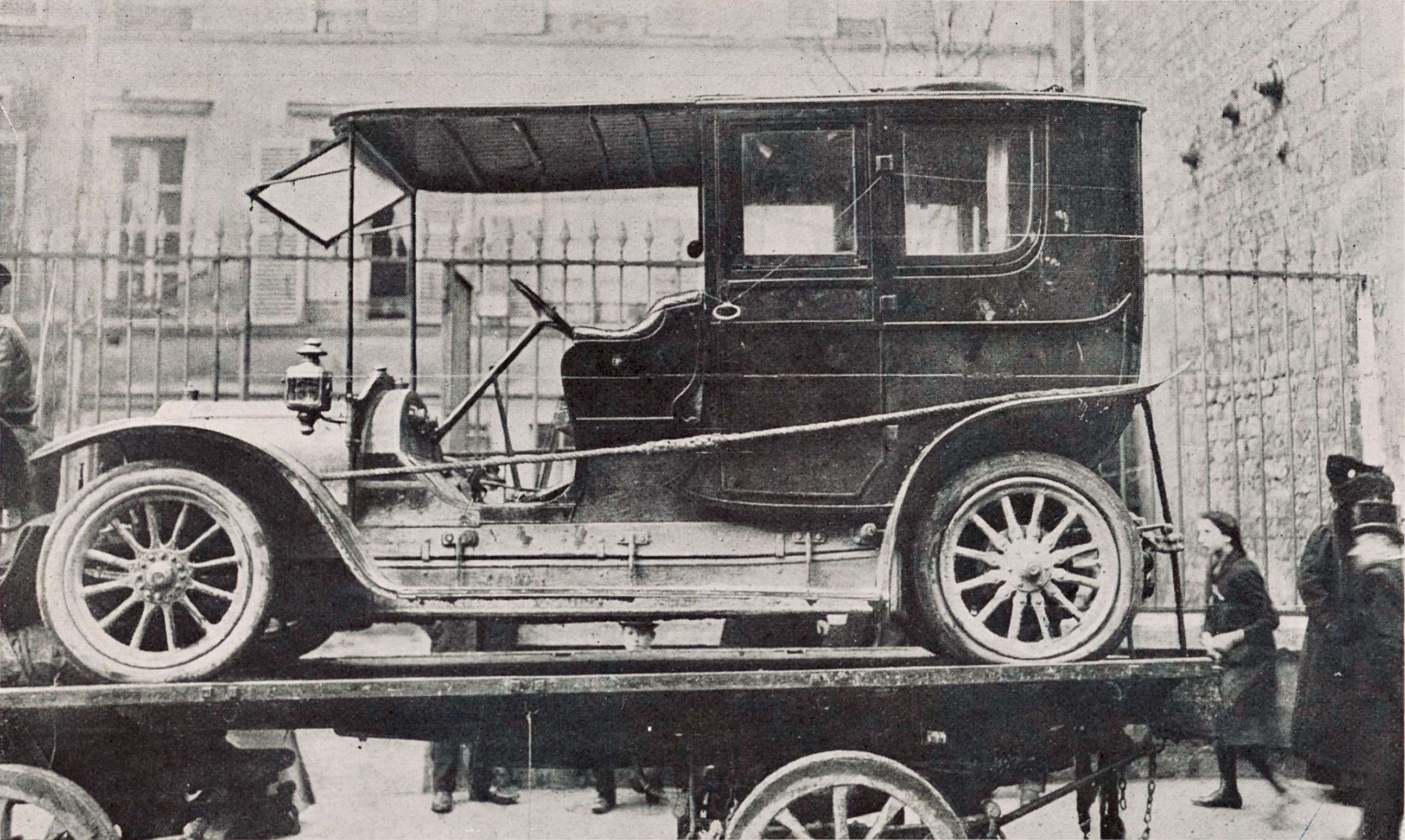
A limousine Delaunay-Belleville roubada pelo Bando Bonnot em dezembro de 1911, e utilizada no assalto à Société Générale. O valor deste carro era na época estimado em duzentos e oitenta mil dólares.

Em 14 de dezembro de 1911, Bonnot, Garnier e Callemin roubam um automóvel com a intenção de usá-lo posteriormente para seus projetos. Fazendo uso de seus conhecimentos dos diferentes modelos, Bonnot escolhe um Delaunay-Belleville, uma limousine de luxo considerada na época como confiável e rápida.
Uma semana depois, em 21 de Dezembro, às nove horas da manhã, na Rue Ordener, em Paris, Bonnot, Garnier, Callemin e, possivelmente, um quarto homem, vão ao encontro de cobrador da Société Générale e seu segurança. Assim que tem contato visual Garnier e Callemin se lançam para fora do carro, enquanto Bonnot permanece no volante. Garnier dispara duas vezes sobre o cobrador que cai no chão gravemente ferido. Callemín pega a maleta e ambos fogem na direção da limousine, alguns transeuntes tentam intervir, mas são dispersos pelos disparos de Bonnot para o alto. Tão logo Callemin e Garnier entram no interior do veículo, Bonnot arranca, mas Callemín tropeça na porta deixando a maleta caída na sarjeta. Desce para recuperá-la, e percebe alguém que corre em sua direção, eis que dispara sem mirar, logo volta a subir no carro. Segundo vários testemunhos, o quarto homem teria intervindo neste momento. Por fim, Bonnot arranca e o bando desaparece em fuga.
É a primeira vez que um carro é utilizado para cometer um assalto e o acontecimento tem uma ressonância considerável a nível nacional, aumentado pelo estado grave em que acabou o cobrador. No dia seguinte o acontecimento é manchete nos principais periódicos, tornando-se motivo de preocupação mesmo entre os políticos que ampliam o fundo da polícia para oitocentos mil francos. O banco Société Générale por sua vez se prepara contra novos assaltos oferecendo armas de fogo aos funcionários que operam transporte de valores, oferecendo uma recompensa de cem mil francos por informações sobre os assaltantes.
Ao abrir a maleta o bando queda consternado ou descobrir que seu ganho é de apenas alguns títulos e cinco mil francos. Abandonam o carro em Dieppe e logo voltam à Paris. Callemín parte em vão para a Bélgica para tentar negociar os títulos. Enquanto isso a polícia descobre que o assalto está vinculado a grupos anarquistas. Ao ser descoberta pela imprensa sensacionalista, as notícias nos jornais retomam a já antiga temática da conspiração anarquista internacional. Por meio da imprensa as elites logram êxito em incutir nas classes médias e baixas seu próprio medo diante dos expropriadores, uma onda de pânico toma a França..
Alguns dias depois, Bonnot teria aparecido armado com uma Browning automática no gabinete do jornal Petit Parisien para registrar uma reclamação sobre a cobertura jornalística diária a respeito das ações do grupo. Bonnot seria citado pelo jornal no dia seguinte como tendo dito a seguinte frase: 
Nós iremos às últimas conseqüências, queimaremos todos os policiais se eles continuarem nos perseguindo, certamente sabemos onde encontrá-los.— 
A partir da ação de Bonnot a mídia passa a denominar o bando com seu nome, criando a falsa ideia de que ele teria controle e poder de mando sobre os demais. O nome midiático desagrada profundamente alguns de seus membros, sendo motivo de uma série de discussões entre eles.[carece de fontes?]

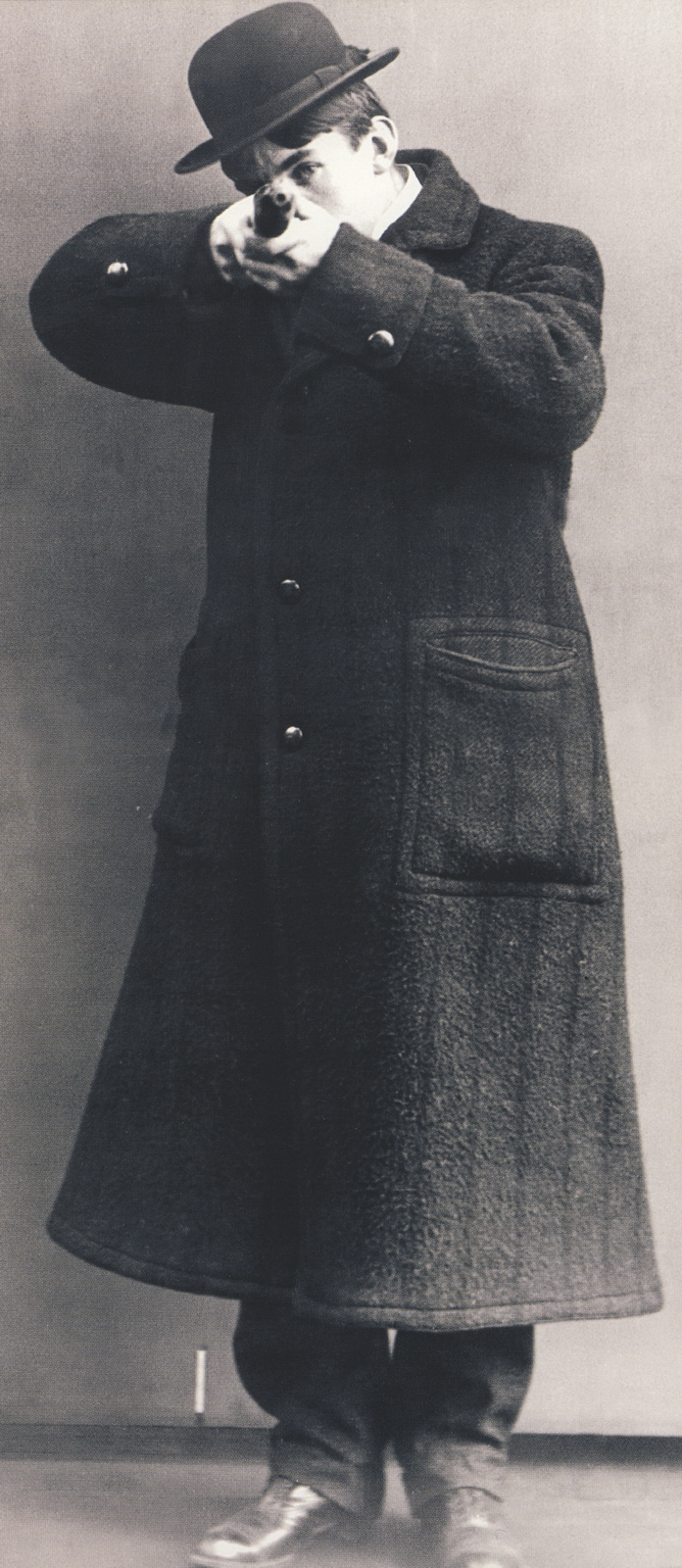
André Soudy posa com sua arma em riste, em 1911.

### Assalto ao banco de Chantilly

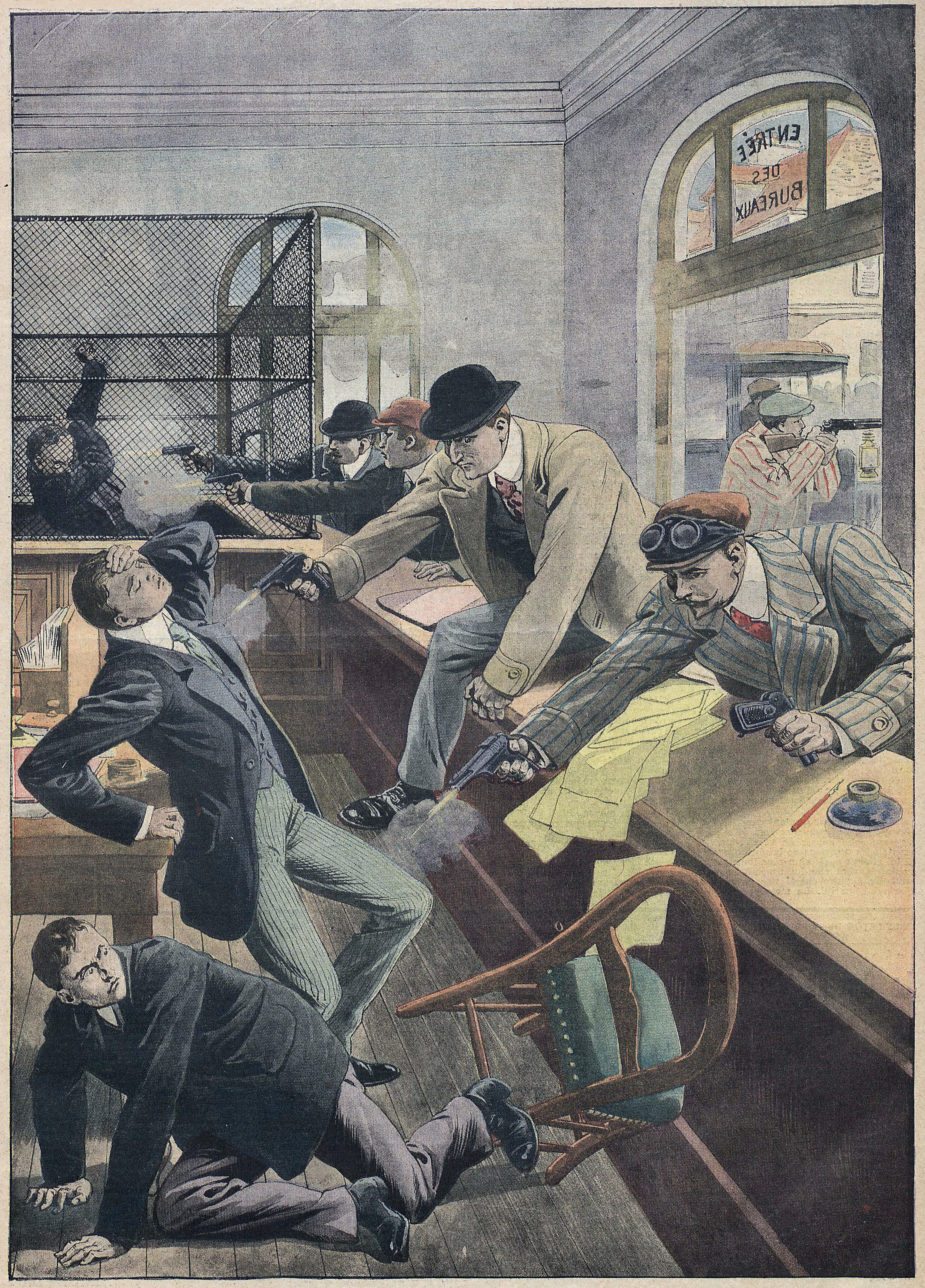
O assalto a agência bancária em Chantilly segundo Le Petit Journal.

Em 25 de março  de 1912 o grupo planeja roubar uma limousine na concessionária de Dion-Bouton. Durante o dia todo vigiam a porta da garagem com a intenção de saber o procedimento de compra e entrega de um dos carros e descobrem que um dos compradores mandaria dois de seus funcionários levar o carro pela costa azul até sua residência em Lyon na manhã do dia seguinte.
Às cinco da manhã do dia seguinte, Bonnot, Garnier, Callemin, Monnier e Soudy chegam ao trecho da estrada nas imediações de Villeneuve-Saint-Georges, ao sul de Paris. Enquanto os demais se escondem, Bonnot se põe, agitando um lenço, em meio à via pública. Ao se deparar com o homem no meio da pista o carro pára e o resto do bando o cerca. Diante do cerco, o condutor faz um movimento brusco e acaba sendo executado a tiros por Garnier e Callemin, acreditando que este estava a sacar uma arma. As balas disparadas também atingem o carona do veículo, que no entanto sobrevive às feridas. Durante os interrogatórios posteriores o sobrevivente declararia que Bonnot gritara em meio ao tiroteio: "Já chega! Estão Loucos! Parem!". Rapidamente os cinco homens sobem no carro e retornam a Paris onde se dirigem para um assalto improvisado a uma filial do banco Société Générale, no bairro de Chantilly.[carece de fontes?]

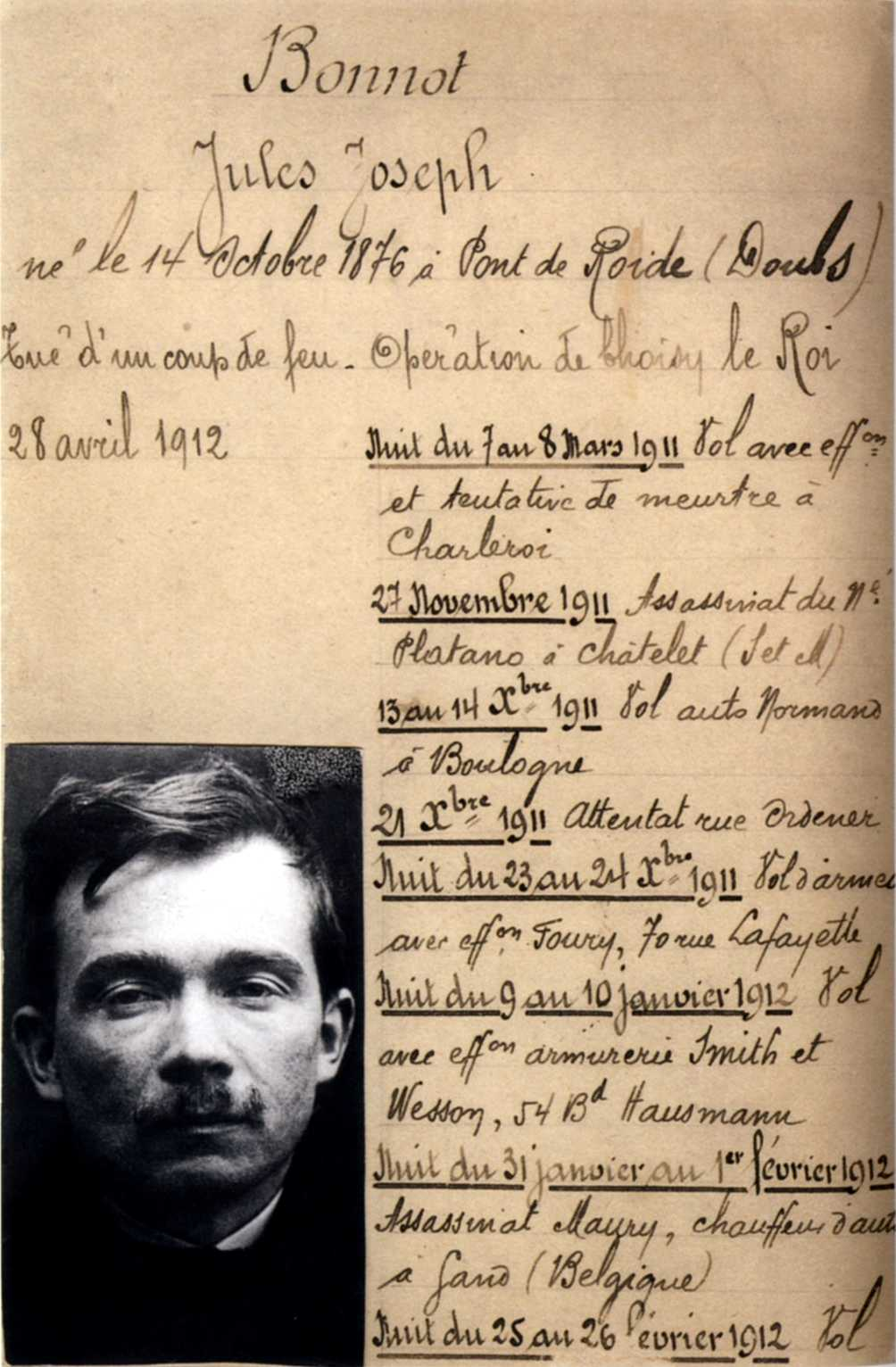
Ficha policial de Jules Bonnot.

No interior do banco durante a ação, Garnier, Callemín, Valet e Monier atiram contra três empregados que reagem ao assalto, executando-os. Após conseguirem acesso ao cofre ensacam lingotes de ouro e notas promissórias, os quais carregam de volta para a limousine. Assim que todos entram no veículo, Bonnot arranca rapidamente. Neste mesmo instante, nas proximidades do banco, guardas armados (gendarmes) tomam conhecimento do assalto. No entanto, dispondo apenas de bicicletas e cavalos, são rapidamente deixados para trás pelo bando.
Os bancos gritaram "miseráveis!"
quando se afastava o ronco do potente motor
como pegar os culpados indo embora
Na maior velocidade, a trinta e cinco por hora
Pelas estradas da França, andorinhas e gendarmes
 No seu encalço, dias e noites de alarme
 De viseira e quepe vão os bandidos de carro
Lá se vai o bando Bonnot— Joe Dassin, La Bande a Bonnot

### Outros roubos e assaltos
Em 31 de Dezembro de 1911 em Gand o grupo prossegue em suas ações criminosas: Bonnot, Garnier e Carouy tentam roubar um automóvel, mas são surpreendidos pelo chofer que é golpeado por Garnier deixando-o inconsciente.[carece de fontes?]
Em 3 de Janeiro de 1912, em Thiais, Carouy, acompanhado por Marius Metge, assassina o senhor Moreau, um locatário e sua mulher, a Louise Arfeux, durante um roubo. Nada indica que esse duplo homicídio tenha sido acordado com seus outros cúmplices, mas frente a participação de Carouy no crime de Gand, a justiça passa vincular este aos outros crimes do bando.[carece de fontes?]
Em 27 de Fevereiro Bonnot, Callemin e Garnier roubam um novo Delaunay-Belleville. Um agente de polícia que tenta interceptá-los, devido à direção ofensiva de Bonnot pelas ruas de Paris é abatido por Garnier. A morte de um "agente da ordem" aumenta ainda mais o furor da imprensa e da opinião pública burguesa, que exigem a captura do bando. No dia seguinte, em Pontoise, o trio tenta arrombar a caixa-forte de um tabelionato. Surpreendidos pelo tabelião, são obrigados a fugir abandonando os espólios.[carece de fontes?]
Durante este tempo, um anarquista carpinteiro de nome Eugène Dieudonné é preso e acusado de fazer parte do bando. Dieudonné nega ter qualquer participação nas atividades criminais do grupo, admitindo apenas conhecer Bonnot e os outros membros, deixando clara sua simpatia pelo anarquismo. Sua situação complica quando o cobrador assaltado na Rue Ordener confirma veementemente a sua participação, mesmo que em um primeiro momento tenha reconhecido somente os rostos de Carouy e Garnier nas fotos que lhe haviam sido mostradas.
Juro que foi ele […] juro pela vida da minha filhinha, este homem é o meu agressor— Testemunho do sr. Caby
Em 19 de março uma carta publicada no periódico Le Matin causa furor. Nela, Garnier provoca as forças policiais, afirma a inocência de Dieudonné e desafia as autoridades a detê-lo. Além de estar assinada na carta ainda está presente uma impressão digital que a polícia reconhece como autêntica. Garnier não mostra quaisquer ilusões sobre seu destino:
sei que serei vencido e que estou do lado mais fraco, mas podem ter certeza de que pagarão muito caro por vossa vitória..

### Fim do bando
Após o assalto ao banco de Chantily, a polícia pôs gradualmente termo às actividades do bando. Entre 30 de março e 24 de abril de 1912, vários membros do grupo foram detidos, entre estes estão Soudy, Carouy, Callemin e Monier.
Em 24 de abril de 1912, o comissário Louis-François Jouin, faz uma busca na casa de um simpatizante anarquista, na localidade de Ivry-sur-Seine. No entanto ao entrar, foi surpreendido por Bonnot, que o matou com um tiro de revólver, feriu outro brigadeiro e fugiu pela janela. Ferido na mão durante o tiroteio, Bonnot dirige-se a uma farmácia, explicando ao farmacêutico que tinha caído de uma escada, mas este fez a ligação com o caso Ivry e alertou as autoridades. A polícia, ficou assim com uma ideia aproximada do paradeiro de Bonnot, e fez buscas intensivas à zona.
Depois do cerco a Bonnot, os dois últimos membros do bando ainda em liberdade foram Valet e Garnier. A 14 de maio de 1912, foram encontrados numa casa em Nogent-sur-Marne. A polícia esperava efetuar uma detenção rápida, mas, por falta de discrição, foi vista por Valet e Garnier e um novo cerco desenrolasse. Durou 9 horas e durante esse período agregou-se um número muito elevado de polícias e soldados e uma multidão de curiosos que vieram acompanhar as operações. Por fim, um regimento de dragões consegue fazer explodir a casa e matam Valet e Garnier.
O julgamento dos membros sobreviventes do bando Bonnot teve lugar em fevereiro de 1913. Os principais acusados são Callemin, Carouy, Metge, Soudy, Monier, Dieudonné e Victor Serge, para além de várias outras pessoas acusadas de terem ajudado o bando a diferentes títulos.

## Morte

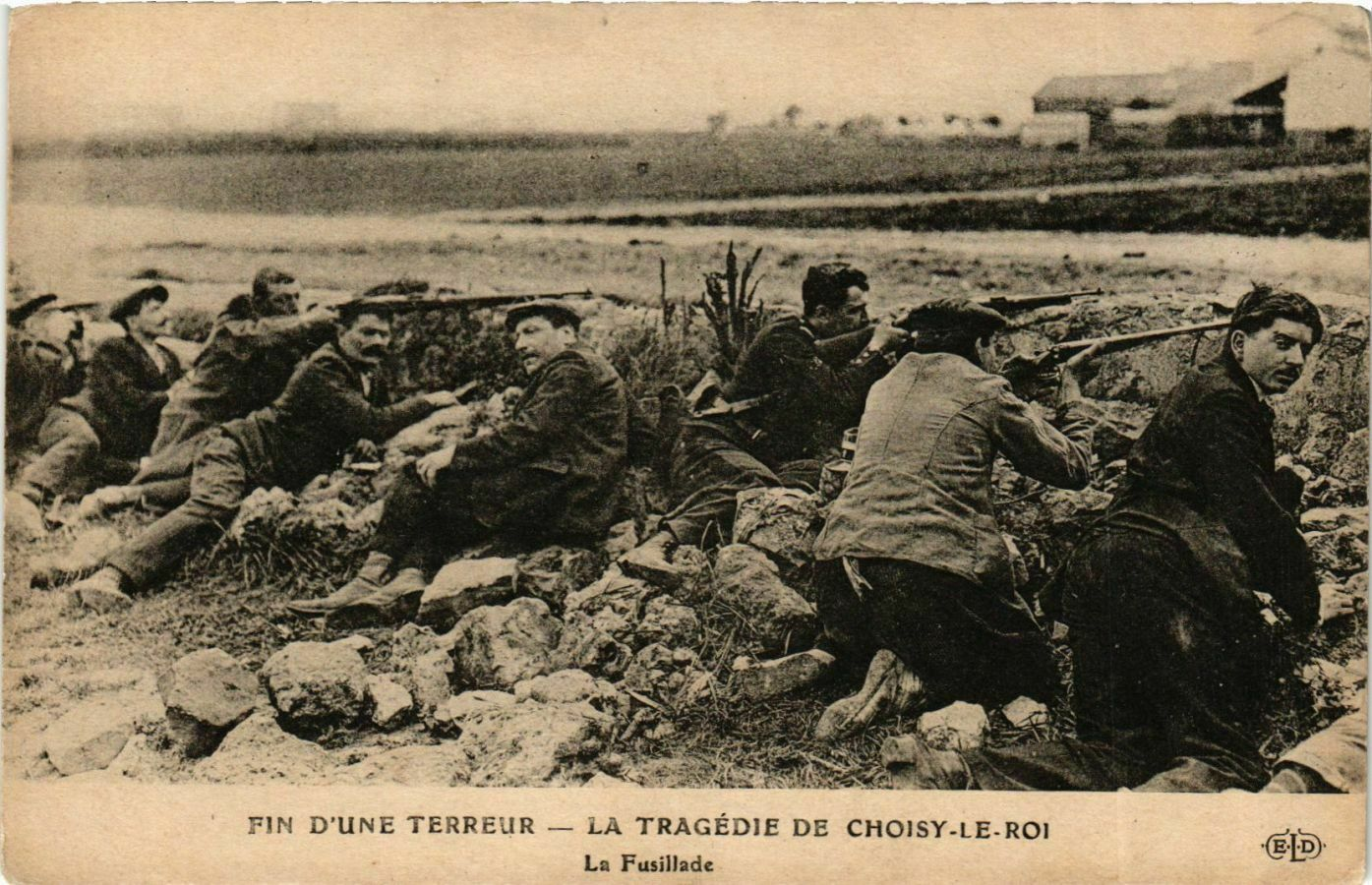
Atiradores no cerco a Choisy-le-Roi.

Em 27 de Abril a polícia chega a garagem de Jules Dubois em Choisy-le-Roi. Dubois que também é anarquista, e amigo de Bonnot, mora na sobreloja. Os policiais desejam revistar o estabelecimento, mas o dono os impede. Depois de momentos de tensão, policiais puxam as armas fazendo com que Dubois se jogue atrás de um carro e também armado comece a disparar. Após uma breve troca de tiros Dubois decide se render, mas ao fazê-lo leva um tiro no pescoço de um dos policiais, morrendo imediatamente.[carece de fontes?]

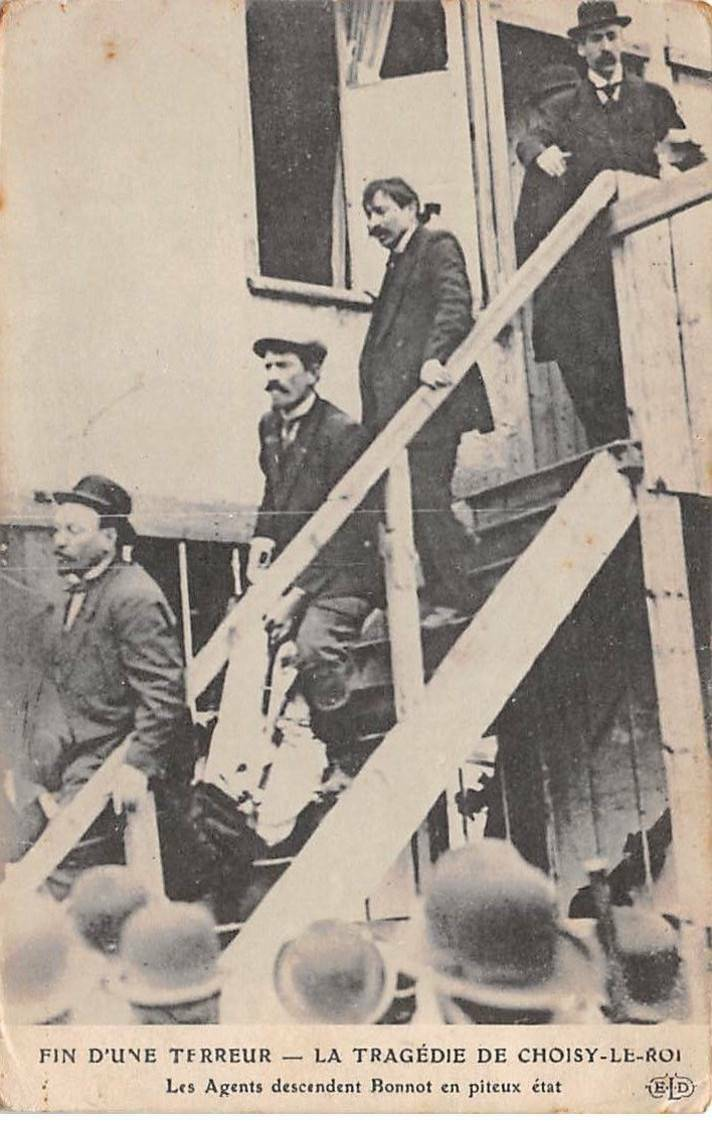
Agentes carregam Bonnot ainda vivo após tiros e explosão.

Bonnot acorda com o barulho do tiroteio, ferido e surpreendido em seu esconderijo, desce as escadas e atira contra os policiais acertando dois deles. Os policiais se arrastam feridos para fora do prédio que já se encontra cercado. Bonnot entrincheirado dispara sobre os policiais do lado de fora, fazendo com que estes se mantenham a distância.
Um longo cerco tem início, sendo dirigido por Louis Lépine, o Prefeito de Polícia em pessoa. Não só policiais, mas também regimentos militares inteiros são mobilizados para o cerco a Bonnot. Até mesmo um regimento de Zouaves com sua metralhadora Hotchkiss M1914 (a última moda em equipamento bélico) é enviado para o local. Reúne-se também ao cerco uma multidão de curiosos vindos de todos os lados para assistir o "espetáculo".[carece de fontes?]

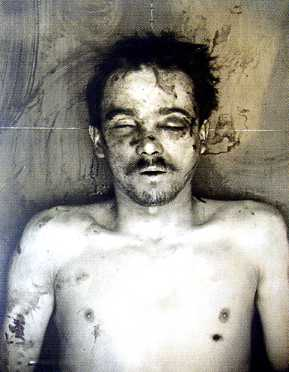
O corpo de Jules Bonnot fotografado pela polícia de Paris no instituto médico legal, no dia 28 de abril de 1912.

 Do alto do telhado Bonnot consegue disparar alguns tiros sobre seus oponentes; mas acaba sendo obrigado a retornar diante das cargas de tiros que explodem por todos os lados. Armado com três revólveres Brownings e uma pistola Bayard, do segundo andar conseguiria acertar com seus tiros mais três policiais.
A demora em resolver a situação faz com que o chefe Lépine decida tomar atitudes drásticas. É elaborado um plano para explodir o prédio com uma carga de dinamite. Duas tentativas infrutíferas são executadas empregando uma carroça como escudo para os tiros de Bonnot. Na terceira a explosão derruba uma das laterais da garagem, afetando toda sua estrutura.
Gravemente ferido e quase inconsciente, Bonnot que jaz sob colchões, não se dá por vencido. Recebe a tiros e palavrões os policiais enviados por Guichard para invadirem a casa. Ferido por seis tiros, é acertado por mais quatro, um deles desferido pelo próprio Lépine que com Bonnot já caído, entra na casa e atira em sua cabeça. Jules Bonnot ainda vivo é retirado da garagem, mais semelhante a uma praça de guerra. Morre pouco antes de chegar ao Hospital de Paris.
"Péssimo para a sociedade… Péssimo para mim"— As últimas palavras de Jules Bonnot.
Entre os escombros da casa semi-destruída é encontrada uma carta de testumunho escrita apressadamente durante o cerco por Bonnot, na qual ele reafirma a inocência de Dieudonné e de muitas outras pessoas apontadas como envolvidas pela polícia. Na mesma carta Bonnot também assume a responsabilidade e a autoria de todos os seus atos.